# Astomum tonkinense
Astomum tonkinense là một loài Rêu trong họ Pottiaceae. Loài này được (Paris & Broth.) Broth. mô tả khoa học đầu tiên năm 1900.